# Олешко Олексій Миколайович
Олексій Миколайович Олешко (нар. 18 червня 1978, Київ) — український футболіст. Насамперед відомий виступами за команди клубу «Оболонь». За основну команду відіграв у 155 матчах, ставши одним з найкращих за кількістю зіграних матчів протягом історії клубу.
Має юридичну освіту. Після завершення кар’єри гравця працює у Державній казначейській службі України.